# Габрје под Лимбарско Горо
Габрје под Лимбарско Горо (словен. Gabrje pod Limbarsko Goro) је насељено место у општини Моравче, Средњесловенска регија, Словенија.

## Историја
До територијалне реорганизације у Словенији било је у саставу старе општине Домжале.

## Становништво
У попису становништва из 2011. године, Габрје под Лимбарско Горо је имало 49 становника.
| Број становника према пописима | Број становника према пописима | Број становника према пописима |
| ------------------------------ | ------------------------------ | ------------------------------ |
| 1991                           | 2002                           | 2011                           |
| 33                             | 50                             | 49                             |

Напомена: До 1955. исказивано под именом Габрје.